# MiHoYo
miHoYo Co., Ltd. (кит.: 米哈游网络科技股份有限公司, міхаю ванло кецзі ґуфень юсянь ґунси, з 15 лютого 2022 року перейменовано за межами Китаю як HoYoverse) — китайська компанія з розробки відеоігор та анімаційна студія, розташована в Шанхаї, Китай. Заснована 13 лютого 2012 року трьома студентами Шанхайського університету Цзяо Тун, зараз компанія miHoYo налічує 2400 людей.
Компанія відома своєю рольовою з відкритим світом відеогрою Genshin Impact, яка є одною з найуспішніших мобільних ігор і яка вийшла у 2020 році.

## Відеоігри
| Рік  | Назва             | Платформа                                      |
| ---- | ----------------- | ---------------------------------------------- |
| 2011 | FlyMe2theMoon     | Microsoft Windows, IOS                         |
| 2012 | Zombiegal Kawaii  | Microsoft Windows, IOS                         |
| 2014 | Guns GirlZ        | Microsoft Windows, Android, IOS                |
| 2016 | Honkai Impact 3rd | Microsoft Windows, Android, IOS                |
| 2020 | Tears of Themis   | Microsoft Windows, Android, IOS                |
| 2020 | Genshin Impact    | Microsoft Windows, Playstation 4, Android, IOS |
| 2023 | Honkai: Star Rail | Microsoft Windows, Android, IOS                |
| 2024 | Zenless Zone Zero | Microsoft Windows, Android, IOS                |